# 絕對時空
絕對時空（英語：Absolute time and space）是牛顿的自然哲学的数学原理的一个概念。

## 起源
絕對時空這個概念源自於牛頓，牛頓認為絕對時空給予牛頓力學一個理論的基礎，用以描述物體在空間中的運動。牛頓認為絕對空間和絕對時間是各自「獨立」存在的物理量。

## 內容
絕對時間（Absolute time）是不會隨著任何外部的作用或觀察者改變。相對時間（Relative time）則是會隨著外部作用或觀察者而改變，可以透過量測物體的運動的絕對時間差來決定。
根據上述的概念，可以發現絕對時間其實是不可測量的且感受不到的，牛頓認為絕對時間只能由數學的形式表達，而人類也只能透過物體的移動來觀察時間的消逝。
舉一個例子來說明，如果有一個人要測量100公尺短跑，那麼我們可以自由的選擇當此人在起點的時刻為0秒，但此時絕對時間為多少我們不得而知，然後以碼表測量此人在通過終點經過的時間，便知道此人衝刺100公尺所需要的時間。此過程中，我們一概不知起始的和終止的絕對時間，我們只有測量絕對時間差。
絕對空間（Absolute space）是不會隨任何外部的作用或觀察者改變。相對空間（Relative space）則是會隨外部作用或觀察者而改變，它本身具有可以改變的維度，通常我們會用物體的位置來直接描述。
舉例來說，一個物體做簡諧運動，我們就可以分類成一維的簡諧運動，二維的簡諧運動，甚至更高維度的簡諧運動。事實上無論物體是在進行多少維的簡諧運動，都是在同一個絕對空間中發生，我們（觀察者）只是選取足夠的自由度去描述這個物體而已。
另外，絕對運動（Absolute motion）指的是物體在絕對空間的運動。相對運動（Relative motion）指的是物體在相對空間中的運動。
這些關於絕對時空的規範隱含絕對時空不會受到物體現象的影響，而是所有物理現象的發生時的背景。因此，所有物體都有一個對應於絕對時空的絕對狀態，這樣可以知道所有物體不是絕對的靜止，就是具有絕對速度。牛頓提出經驗上的例子來支持他的說法，2個球體中間用一條繩子連接並開始旋轉，我們可以透過測量繩子的張力發現2個球體正在繞著他們的共同質心（絕對空間）旋轉（絕對旋轉）。

## 不同的觀點
歷史上，也有其他物理學家對於牛頓提出的絕對時空抱持不同意見。萊布尼茲認為空間只有在有參考點的時候才有意義，時間只有在有物體運動的時候才有意義。喬治·貝克萊猜測，在沒有參考點的情況下，不能說一個球體在旋轉，或是2個用繩子連接的球體相對它們的共同質心在旋轉，至多說是其中一個球體相對另外一個球體旋轉。
伽利略變換給出在不同慣性坐標系之間的變換關係，這代表絕對時空的說法其實是不必要，因為我們只需要選定一個慣性坐標系，便可知道在其他慣性坐標系的結果，而且沒有一個慣性坐標系可以被獨立出來。
另外，恩斯特·馬赫提出馬赫原理，當中的內容提到，在沒有參考點的情況下，討論物體的慣性是沒有意義的，也再次說明絕對時空是不必要的概念。馬赫原理隨後在愛因斯坦關於廣義相對論的論文中被強調且命名。

## 愛因斯坦和相對論

事件A, B, C發生的順序會依據觀察者的速度而改變，圖中白色的線代表同一時刻。

時間和空間一直被認為是2個獨立的物理量，直到狹義相對論被提出，狹義相對論賦予時空新的概念，其中相對同時的出現否定了絕對時間的存在，因為事件發生的時間跟觀察者的速度還有事件發生的位置有關係。
廣義相對論更進一步用測地線的概念建立時間和空間的關係。此時，時間和空間的關係變得更為具體。

## 總結
牛頓絕對時空的概念，因為「絕對」的物理量本身不可測量，加上「相對」物理量，雖然隨著觀察者改變，但是不同觀測結果之間存在直接的變換關係，而變得不必要。